# 1992 en arts plastiques
| Années des arts plastiques : 1989 - 1990 - 1991 - 1992 - 1993 - 1994 - 1995    |
| Décennies des arts plastiques : 1960 - 1970 - 1980 - 1990 - 2000 - 2010 - 2020 |

Cette page concerne l'année 1992 en arts plastiques.

## Œuvres
- Descent Into Limbo, installation artistique d'Anish Kapoor.
- The Great Bear, lithographie de Simon Patterson.
- Propped de Jenny Saville.

## Événements
- 20 avril-12 octobre : Exposition universelle de Séville. Présentation de nombreux artistes contemporains ibéro-américains, dont Wifredo Lam, Oswaldo Guayasamin, Fernando Botero, Edgar Negret, Alejandro Otero ou Jacobo Borges.

- La Royal Society of Painter-Etchers and Engravers devient la Royal Society of Painter-Printmakers, afin d'inclure les artistes pratiquant toutes les techniques de l'estampe.

## Décès
- 20 janvier : Charles Kiffer, peintre, dessinateur, sculpteur, graveur et affichiste français (° 8 juin 1902),
- 26 janvier : Mārtiņš Krūmiņš, peintre letton (° 2 mars 1900),
- 3 février : Jean Feugereux, peintre paysagiste, aquarelliste, graveur et écrivain français (° 25 septembre 1923),
- 5 février : Albert Chartier, sculpteur et peintre français (° 7 mai 1898),
- 6 mars : Maria Elena Vieira da Silva, peintre portugaise (° 13 juin 1908),
- 13 mars : Gabriel Genieis, peintre français (° 13 mars 1904),
- 26 mars :
  - Bruno Cassinari, peintre et sculpteur italien (° 29 octobre 1912),
  - David Lan-Bar, peintre israélien (° 26 décembre 1911),
- 30 mars : Roger Chapelain-Midy, peintre, lithographe, illustrateur et décorateur de théâtre français (° 24 août 1904),
- 4 avril : Louis Ferrand, peintre, dessinateur, illustrateur et graphiste français (° 8 janvier 1905),
- 17 avril : Teddy Aeby, graveur, dessinateur, peintre et professeur de dessin suisse (° 20 octobre 1928),
- 28 avril : Francis Bacon, peintre britannique (° 28 octobre 1909),
- 30 avril : Stojan Ćelić, peintre, critique d'art et illustrateur serbe puis yougoslave (° 16 février 1925),
- 4 mai : Lucien Rousselot, peintre, illustrateur, et uniformologue français (° 21 juillet 1900),
- 19 mai : Marc Hénard, peintre, sculpteur, mosaïste, verrier, architecte et céramiste français (° 18 juin 1919),
- 23 mai : Auguste-Jean Gaudin, peintre et graveur français (° 29 juillet 1914),
- 29 mai : Marius Péraudeau, écrivain, peintre et éditeur français (° 13 février 1906),
- 15 juin : Jörg Schuldhess, dessinateur, peintre, graphiste et écrivain suisse (° 4 juin 1941),
- 18 juin :
  - Mordecai Ardon, peintre israélien (° 13 juillet 1896),
  - Johnny Friedlaender, peintre et graveur français et allemand de la nouvelle École de Paris (° 21 juin 1912),
- 30 juin : André Hébuterne, peintre français (° 3 septembre 1894),
- 3 juillet : Arnold Belkin, peintre canadien et mexicain (° 9 décembre 1930),
- 16 juillet : Evelyn Marc, peintre française (° 5 avril 1915),
- 27 juillet : Jean Besancenot, photographe, peintre, dessinateur et ethnologue français (° 24 septembre 1902),
- 30 juillet : René Dulieu, peintre français (° 31 décembre 1903),
- 8 août : André Barreau, peintre, photographe et tapissier français (° 8 février 1918),
- 9 août : Alexandre Bonnier, peintre, sculpteur, créateur d'installations et graveur français (° 9 novembre 1932),
- 11 août : Mario Nigro, peintre italien (° 28 juin 1917),
- 13 septembre : Arseni Semionov, peintre et professeur, né dans l'empire russe, devenu soviétique puis russe (° 23 janvier 1911),
- 16 septembre : Dario Cecchi, costumier, décorateur, peintre et écrivain italien (° 26 mai 1918),
- 18 septembre : André Jacquemin, peintre et graveur français (° 3 septembre 1904),
- 22 septembre : Vige Langevin, peintre, dessinatrice, professeure d'arts plastiques et essayiste française (° 2 octobre 1898),
- 9 octobre :  Abram Topor, peintre français d'origine polonaise (° 24 février 1903),
- 11 octobre : Theo Wolvecamp, peintre néerlandais du groupe Cobra (° 30 août 1925),
- 14 octobre : Robert de La Rivière, peintre aquarelliste et pilote automobile français (° 3 octobre 1909),
- 17 octobre : Georges-André Klein, peintre orientaliste français (° 28 décembre 1901),
- 2 novembre : Édouard Mahé, peintre et graveur français (° 1er mai 1905),
- 14 novembre : Gregorio Prieto, peintre espagnol (° 2 mai 1897),
- 15 novembre : André Pédoussaut, peintre et illustrateur français (° 13 décembre 1923),
- 2 décembre : Roger Mathieu, peintre français (° 10 septembre 1920),
- 7 décembre : Ludwik Klimek, peintre français d'origine polonaise (° 23 août 1912),
- 15 décembre : Ennio Morlotti, peintre italien (° 21 septembre 1910),
- 21 décembre : David Hare, peintre et sculpteur surréaliste américain (° 10 mars 1917),
- 22 décembre : Hector de Pétigny, peintre français (° 13 mars 1904),
- 25 décembre : César Manrique, peintre, sculpteur et architecte espagnol (° 24 avril 1919),
- 30 décembre : César Domela, peintre et sculpteur néerlandais (° 15 janvier 1900),
- ? :
  - Robert Bucaille, peintre français (° 1905),
  - Ali Guermassi, peintre tunisien (° 1923),
  - Mieczysław Lurczyński, peintre polonais (° 1908),
  - Bruno Pulga, peintre non figuratif italien  (° 14 juillet 1922),
  - Włodzimierz Zakrzewski, peintre et affichiste polonais (° 1916).